# Paralympiska världsmästerskapen 2007
Paralympiska världsmästerskapen 2007 gick av stapeln 7-13 maj 2007 i Manchester, Storbritannien, och var det tredje i ordningen och den tredje gången Manchester står som arrangörsstad.

## Idrotter
Internationella paralympiska kommittén och det brittiska paralympiska förbundet valde ut fyra grenar som ingick i tävlingarna:
- Bancykling
- Friidrott
- Rullstolsbasket
- Simning